# Lestradea
Genre
Lestradea  est un genre de poisson de la famille des Cichlidés. Les deux espèces de ce genre sont endémiques du lac Tanganyika.  

## Liste des espèces
Selon FishBase (25 janv. 2017) :
- Lestradea perspicax Poll, 1943
- Lestradea stappersii (Poll, 1943)